# Nikt mnie nie rozumie!
Nikt mnie nie rozumie! – czwarta i ostatnia część przygód nastolatków z Leehampton.
Sumitha poznaje Seba – chłopaka z zespołu Paper Turkey. Sumitha zakochała się w nim, a Seb zdaje się ją lubić, ale nie chodzą ze sobą. Sumitha tańczy do muzyki Paper Turkey's w Enklawie, ale jej ojciec to widzi I zabrania jej tam chodzić. Nie chce on, aby spotykała się z Sebem. Sumitha zamierza zatańczyć na festiwalu muzyki lokalnej, a ojcu mówi, że idzie zagrać w tenisa stołowego. Sumitha tańczy na festiwalu, ale chłopcy byli pijani i nie dostali nagrody. Ojciec Sumithy chce zaaranżować jej małżeństwo. Do ich domu przyjeżdża Sajjed, który mieszka wraz z rodziną w Sheffield. Przywozi ze sobą Asima – swojego syna I żonę, Chhobi. Asim mówi rodzicom, że nie chce aranżowanego małżeństwa. Sumitha jest zaskoczona, a Asim zaczyna się jej podobać.
Laura nie wie jak powiedzieć Jonowi, że nie chce z nim chodzić. Chce tak zrobić, bo zakochała się w Simonie. W Sylwestra tańczy trochę z Jonem, ale wymyka się do restauracji, aby zaprosić do klubu Simona. Rani tym swojego chłopaka, ale on wciąż ją kocha. Na szczęście Simon jest gejem. Gdy Laura się o tym dowiaduje, krzyczy na Simona i ucieka. Chelsea znajduje ją płaczącą i jedzącą czekoladę. Potem Laura wraca do domu z Jonem, z którym się godzi.
Chelsea ma problemy z pracą o bezrobociu na socjologię. Ale, gdy jej matka traci pracę, Chelsea pisze genialną pracę i decyduje się zdawać socjologię na maturze. Bex wraca do Leehampton, bo jej brat ma problem w szkole. Okazuje się, że jest ofiarą przemocy i Chelsea mu pomaga.
Jemma jest wściekła, bo jej ojciec chce przeprowadzić się do Szkocji. Jemma nie zgadza się na to, bo chce zagrać w reklamie, na co nie zgadza się ojciec, bo córka ma egzaminy. Mimo to, idzie ona na casting, ale rezygnuje z zagrania w reklamie, bo pokazuje ona, że tylko ludzie szczupli są coś warci.
Tata Jona chce zamieszkać w  Kornwalii, bo jest zmęczony swoją pracą. Jon się na to nie zgadza, a po kłótni ojciec dostaje zawału serca. Jon obwinia siebie, ale do zawału doszło w trakcie biegania. Związek Laury i Jona jest zagrożony, bo dziewczyna zakochuje się w Simonie. Ale wszystko dobrze się kończy i Laura z Jonem wciąż są parą.

## Bohaterowie
- Chelsea Gee – chce zostać socjologiem. Pomaga Bex z jej bratem.
- Barry Gee – ma restauracje Gee Zone. Ojciec Chelsea.
- Ginny Gee – mama Chelsea, Warwicka i Genevy. Żona Barry’ego. Została zwolniona z pracy i jest bezrobotna.
- Jemma Farrant – chce grać w reklamie, ale rodzice się na to nie zgadzają. Nie chciała wyjeżdżać do Szkocji, ale zgodziła się po tygodniu mieszkania u babci.
- Claire Farrant – mama Jemmy. Uważa, że jej córka jest małą dziewczynką, nie może pogodzić się z tym, że dorasta. Ubiera Jemmę, jakby była przedszkolaczkiem. Oczy otworzył jej dopiero Andrew, jej mąż, który powiedział, że jeżeli nie przestanie traktować Jemmy w ten sposób, to ją straci.
- Andrew Farrant – ojciec Jemmy.
- Sumitha Banerji – córka Rajiva i Chitrity. Podoba jej się Asim, z którym miała mieć zaaranżowane małżeństwo.
- Chitrita Banerji – mama Sumithy.
- Rajiv Banerji – ojciec Sumithy. Uważa, że córka powinna żyć według bengalskich tradycji, mimo iż żyje daleko od Indii.
- Sandeep Banerji – brat Sumithy.
- Laura Turnbull – rudowłosa, czternastoletnia dziewczyna. Jej rodzice się rozwiedli i uważa, że to dowód, że jej nie kochają. Chodzi z Jonem, była zauroczona Simonem, ale ostatecznie została z Jonem.
- Ruth Turnbull – mama Laury. Spotyka się z Melvynem, którego jej córka uważa za "obleśnego typka". Ma z nim dziecko, Charliego.
- Peter Turnbull – ojciec Laury. Mieszka z Betsy, której Laura nie akceptuje, tak samo jak Melvyna.
- Charlie – brat Laury.
- Jonathan Joseph – licealista, który chodzi do Lee Hill. Jego ojciec miał zawał serca i postanowił się zgodzić na wyjazd do Kornwalii dla dobra ojca. Chodzi z Laurą.
- Anona Joseph – mama Jona. Uważa, że syn powinien sam wybrać, co chce robić w życiu. Jest uzdolniona plastycznie i studiuje dekorację wnętrz.
- Henry Joseph – ojciec Jona. Miał zawał serca.
- Melvyn McCrouch – chłopak Ruth Turnbull.
- Seb – chłopak, który podobał się Sumitcie, ale zrezygnowała z niego.
- Asim – chłopak, który podoba się Sumitcie. Ojciec Sumithy próbował zaaranżować córce małżeństwo z nim.
- Chhobi – mama Asima.
- Sajjed – ojciec Asima.
- Simon Stagg – chłopak, którym zauroczyła się Laura. Jest gejem.
- Maddie – siostra Simona.